# Tulipa celsiana
Tulipa celsiana är en liljeväxtart som beskrevs av Dc. Tulipa celsiana ingår i släktet tulpaner, och familjen liljeväxter. Inga underarter finns listade.